# Meetkerke
Meetkerke és un nucli del municipi de Zuienkerke a la província de Flandes Occidental a la regió flamenca de Bèlgica. Era un municipi independent fins a la fusió amb Zuienkerke l'1 de gener de 1977. El 2005 tenia 396 habitants a una superfície de 936 hectàrees.
Història
El primer esment «Matkerke» data del 1041 en un acte de donació a l'Abadia de Sant Pere de Gant. El nom significa «església al prat». El 1193 passà a l'abadia d'Eeckhout de Bruges. Al segle xv va patir molt del conflicte bèl·lic entre el país de Bruges i Maximilià d'Àustria. Al segle xvi segueix la devastadora guerra de religió entre els protestants a les disset Províncies i els reis catòlics de Castella.
El poble va mantenir la seva estructura urbanística medieval, només unes poques construccions modernes van afegir-se al segle xx. Al pòlder es troben unes masies forticades destacables amb una història que remunta a l'alta edat mitjana i que eren dependències d'institucions religioses prominents de Bruges: la ja esmentada abadia d'Eeckhout, la leproseria de Santa Magdalena i el monestir de la Cartoixa. També es destaquen les restes dels molins de desguàs.
Geografia i economia
El poble està situat al pòlder de Bruges, que progressivament va ser assecat a l'edat mitjana per la construcció d'una densa xarxa canals de desguàs en profitar dels priels naturals després de la regressió del Mar del Nord, de la qual el canal Blankenbergse Vaart forma l'eix principal. que fins a l'inici del segle xix no només servia per al desguàs però també per al transport de mercaderies cap a Bruges o Blankenberge. En l'actualitat, tret d'una bòbila al carrer Oostendse Steenweg no hi ha cap indústria. Els veïns treballen tradicionalment a l'agricultura o a les empreses o serveis de Bruges o Zeebrugge.
Galeria

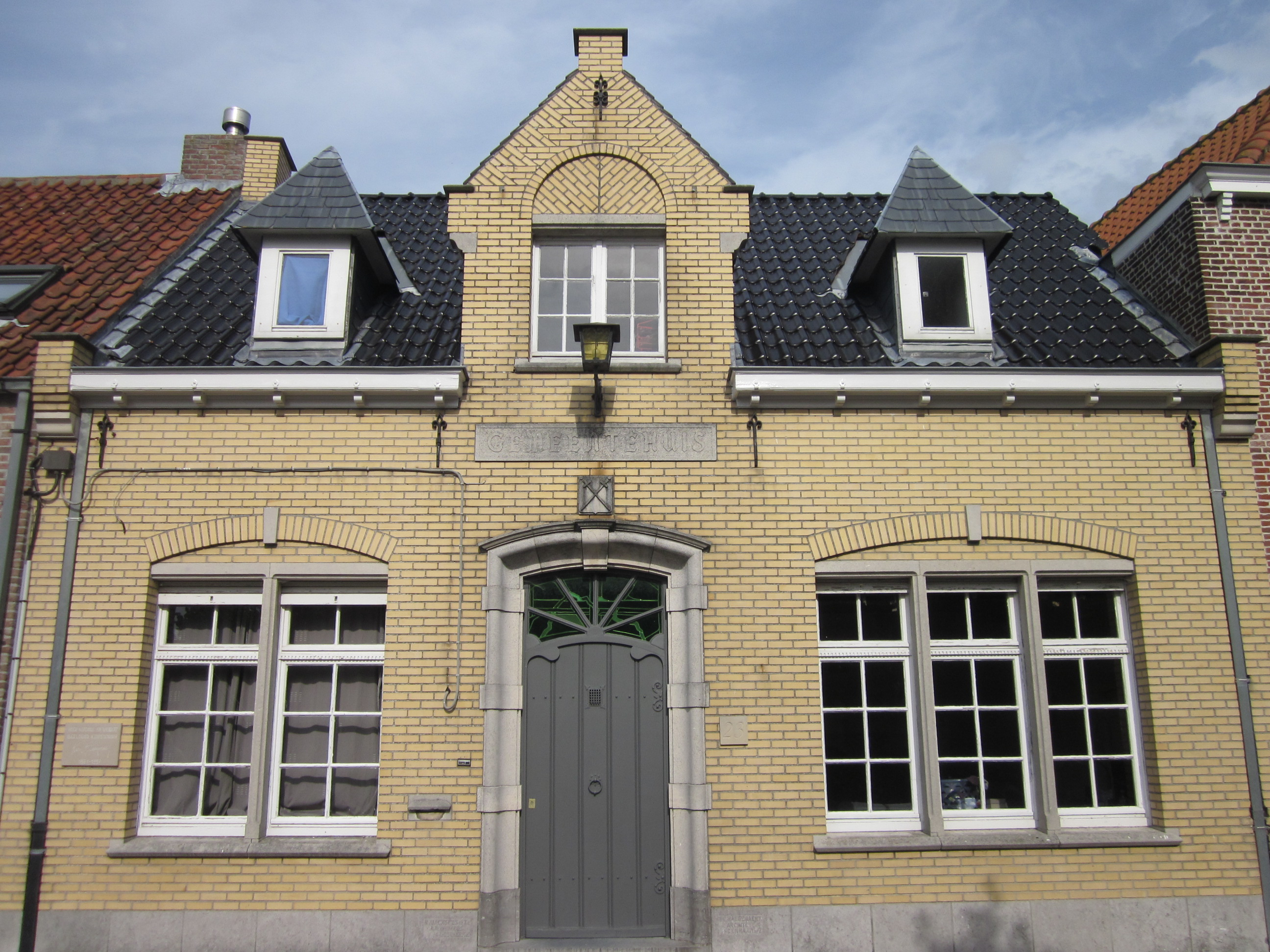
Antiga casa de la vila
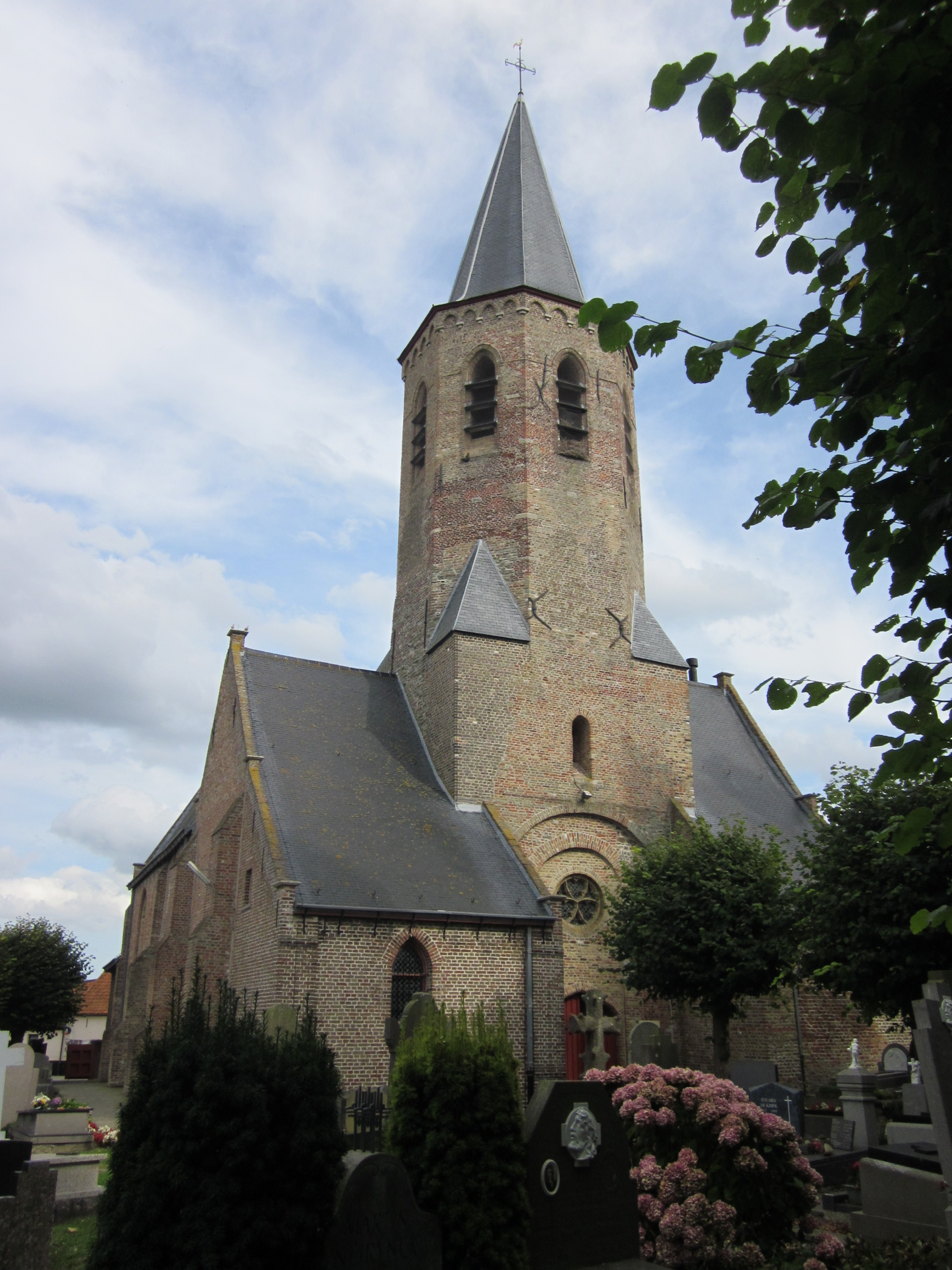
Església de la Mare de Déu de l'Ascenció
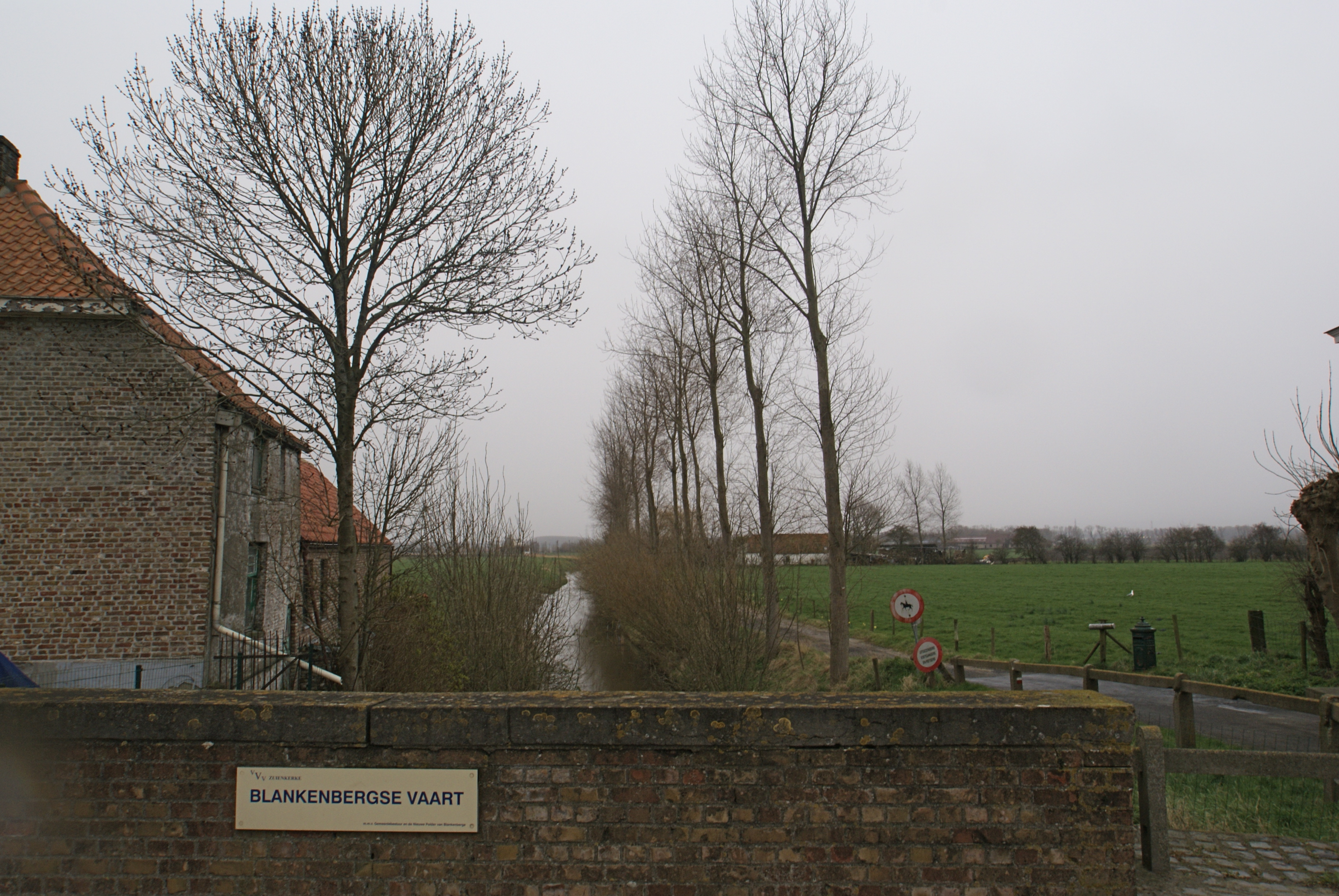
Pont al canal Blankenbergse Vaart
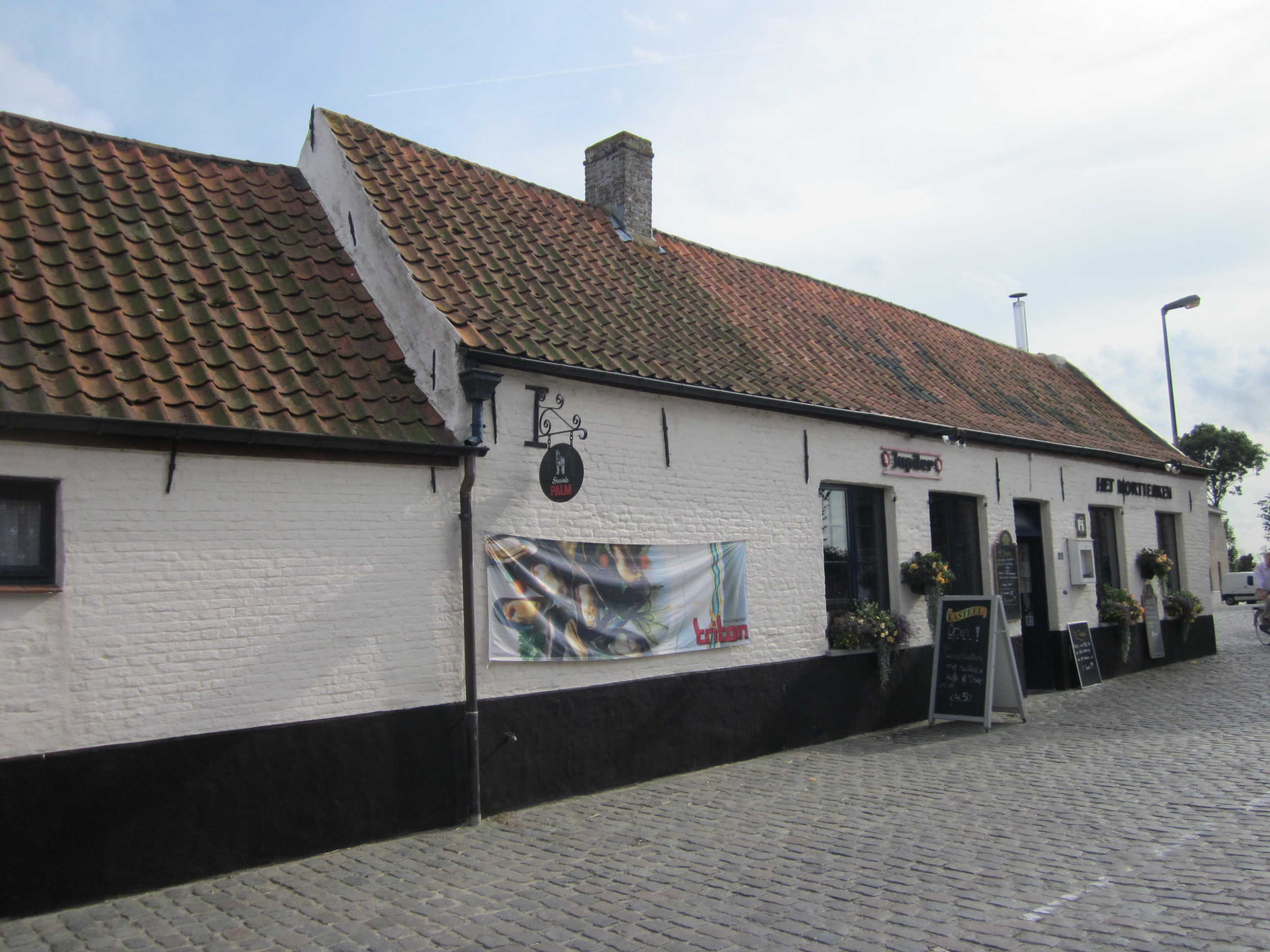
Antic alberg «Het Mortierken»
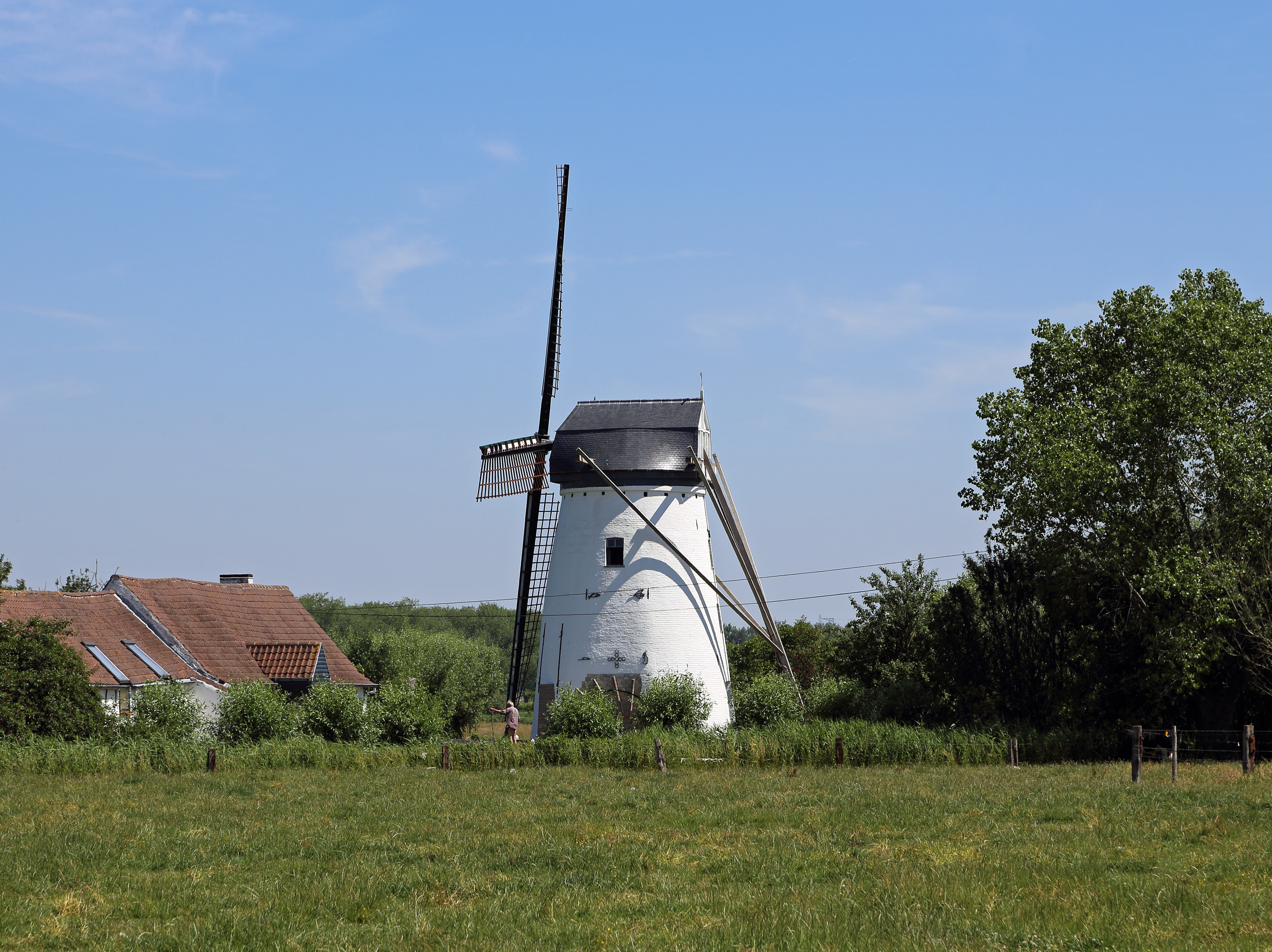
Molí de vent «Poldermolen»
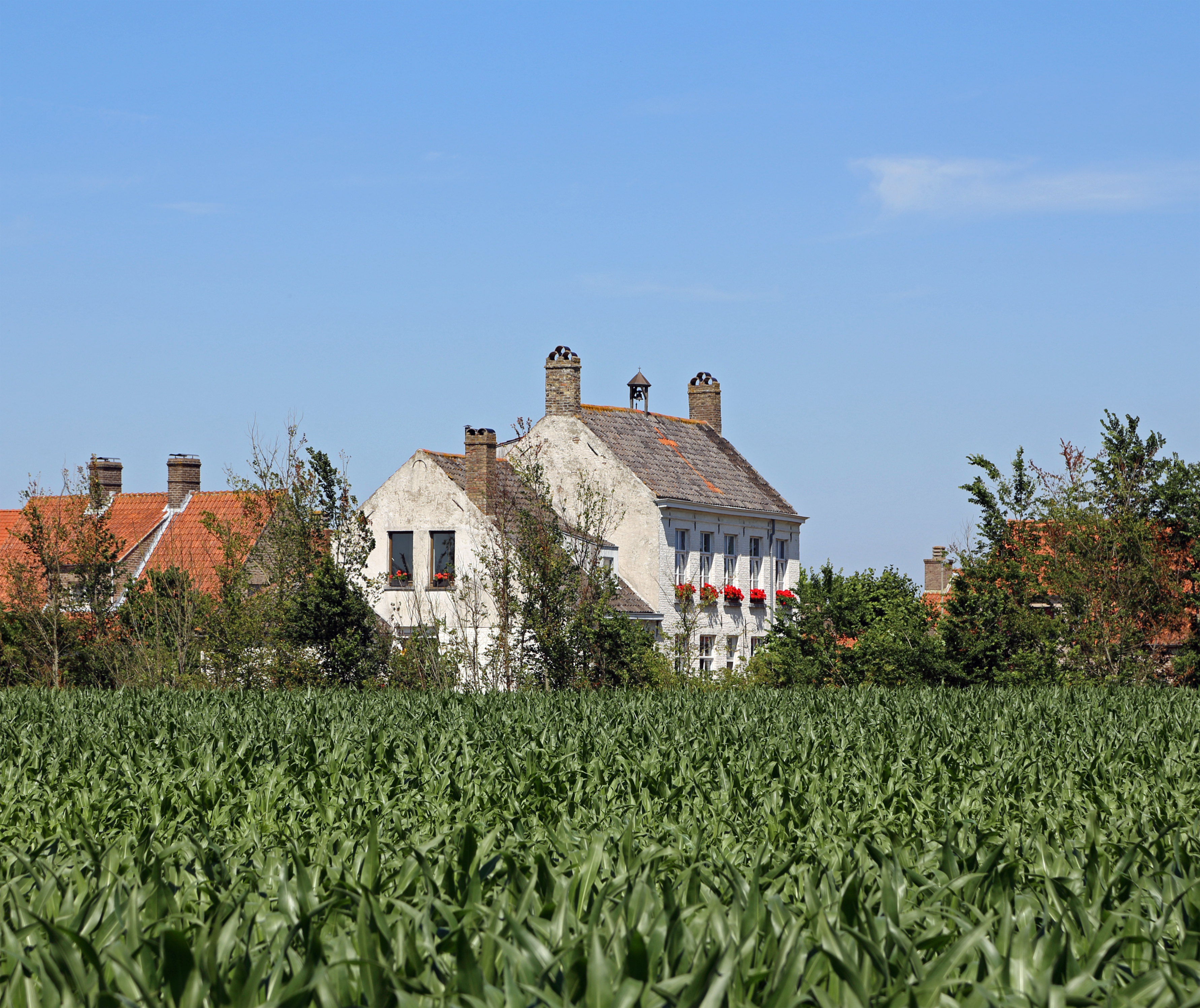
Casa del rector
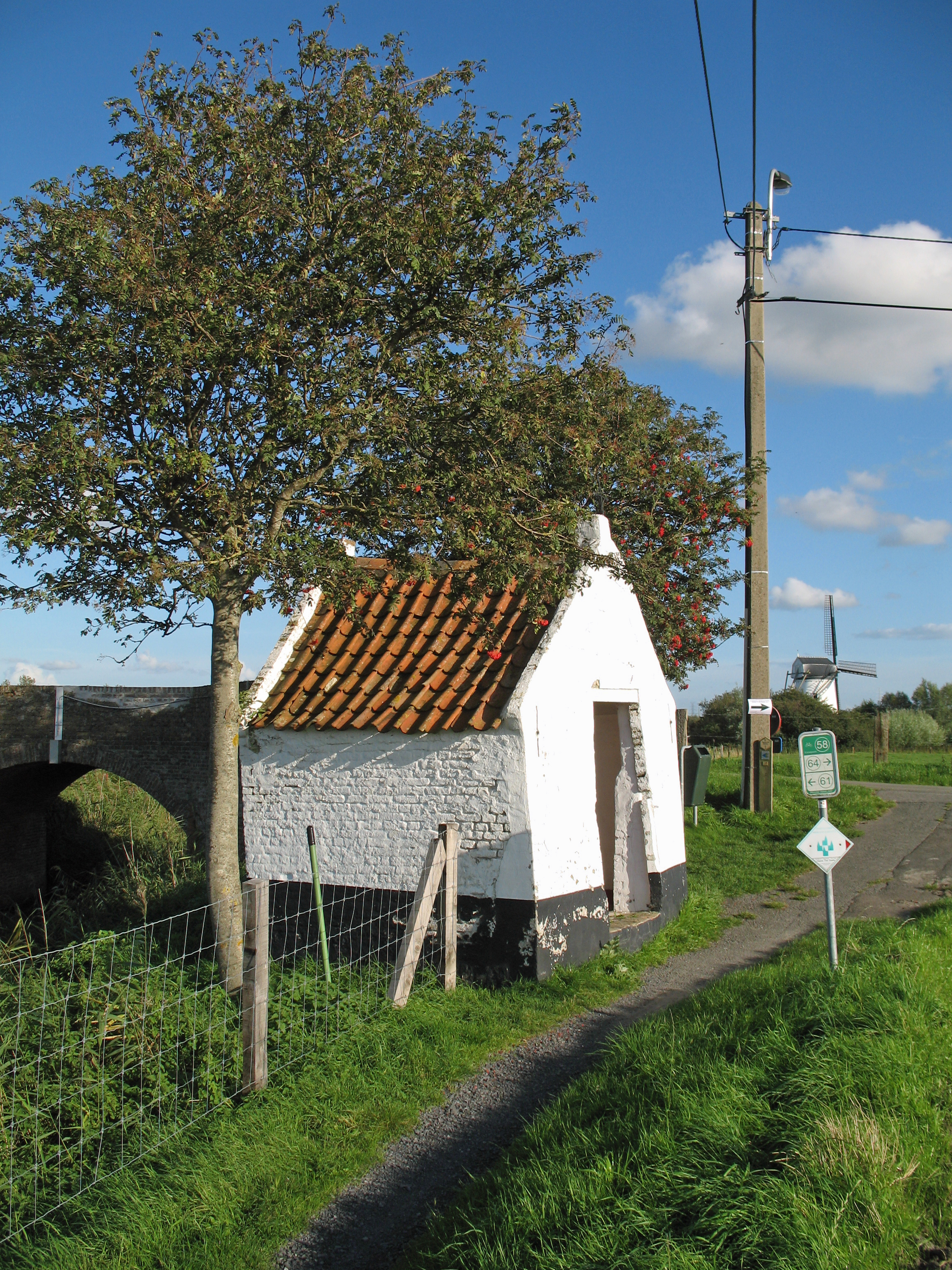
Capella del Vaartwegel
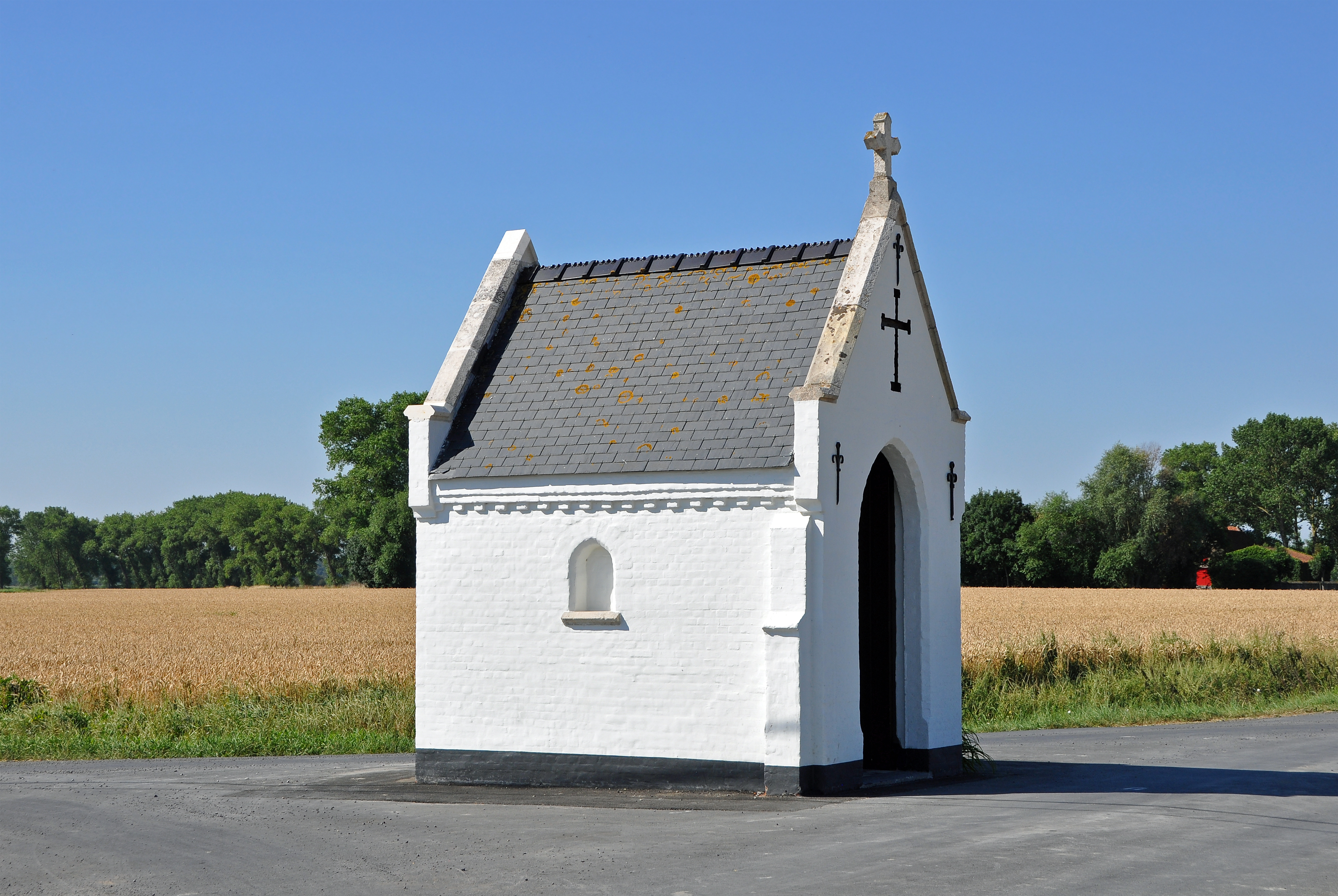
Capella del Mareweg
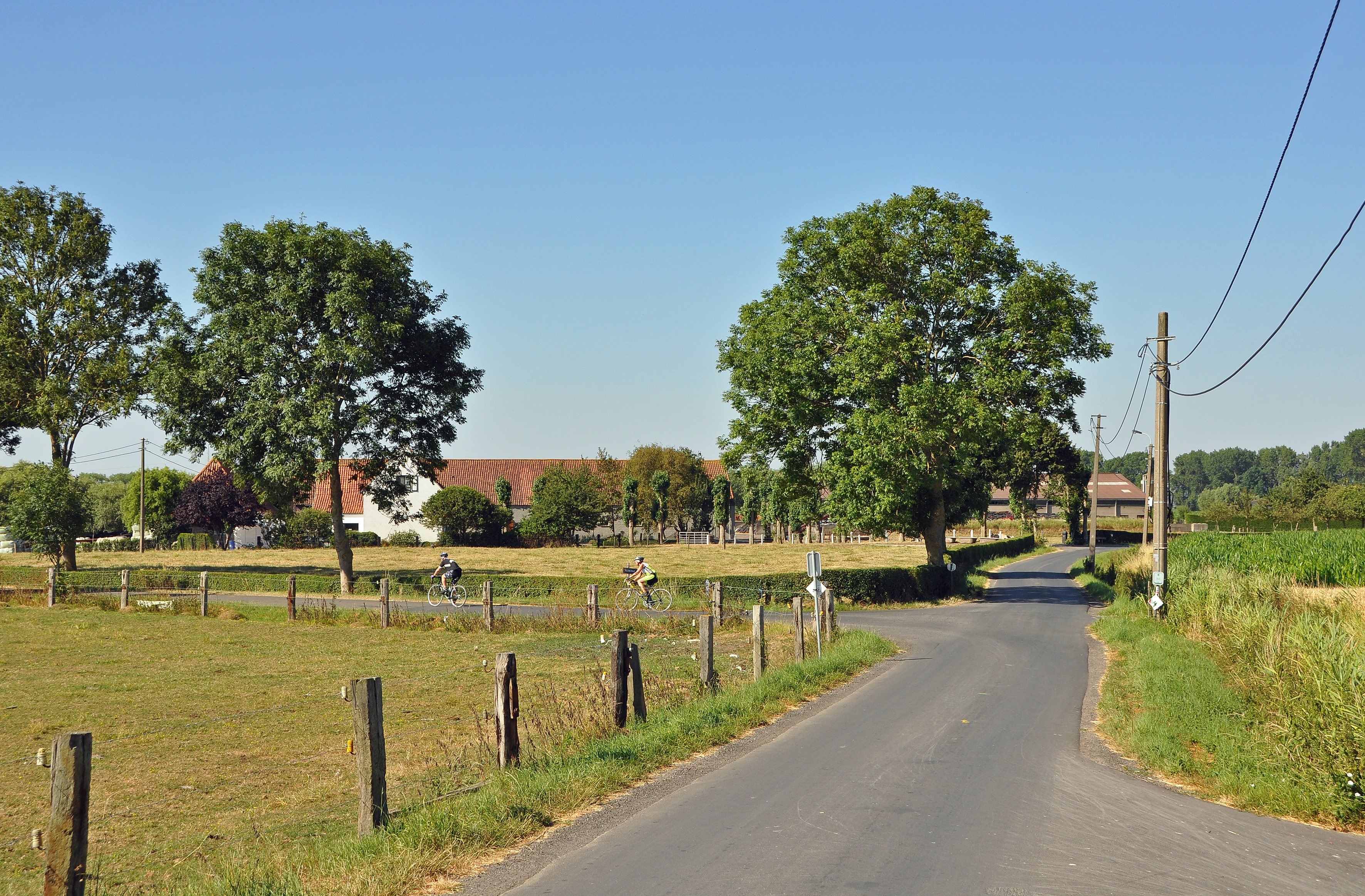
Paisatge al sud de la localitat: Molenweg (Camí al Molí)

Fills predilectes de Meetkerke
- Jozef Geldhof (1925-1989), rector i historiador